# Зубарство
Зубарство или зубарија је била медицинска делатност усмерена на збрињавање обољења зуба. За разлику од зубарства, модерна стоматологија се бави превенцијом, дијагностиком и лечењем болести свих структура усне дупље (а не само зуба) и њиховом рехабилитацијом, протетским и ортодонтским збрињавањем итд. Из тога произилази да између појмова „зубарство“ и „стоматологија“ постоји значајна разлика, која се огледа и у начину школовања зубара и стоматолога. Зубари су биле углавном особе са завршеном средњом или вишом школом, а у даљој прошлости знање потребно за обављање зубарског заната стицало се код мајстора и преносило усменим путем. С друге стране, данас је за стицање звања доктора стоматологије неопходно завршити стоматолошки факултет, а често је и након тога потребно даље усавршавање.
Први директор Зуботехничке школе у Београду, Боро Павловић, написао је следеће:
Познато је да се ранији зубни техничар стварао на занатски начин, учењем код приватних зубних лекара и зубара... Шегртовање није баш почињало по ординацијама, него по тадашњим мајсторским радионицама, доцније названим зуботехничким лабораторијама, и то, као у Француској, у доба Клода Мартена, од чишћења просторија па даље. Није се водило рачуна о потребној гимназијској спреми већ су се примали дечаци са неколико разреда гимназије, или само са основном школом. Радно време било је произвољно и зависило је од добре воље послодавца и величине његове грамзивости... Зубни техничар је могао постати зубар када испуни 15 година зуботехничког рада и тада само испитом... Можемо себи представити квалитет таквих зубара... били су то самоуци, који су почињали да уче у својој ординацији, крадући знање, често погрешно, од својих старијих колега.